# Liudas Mažylis

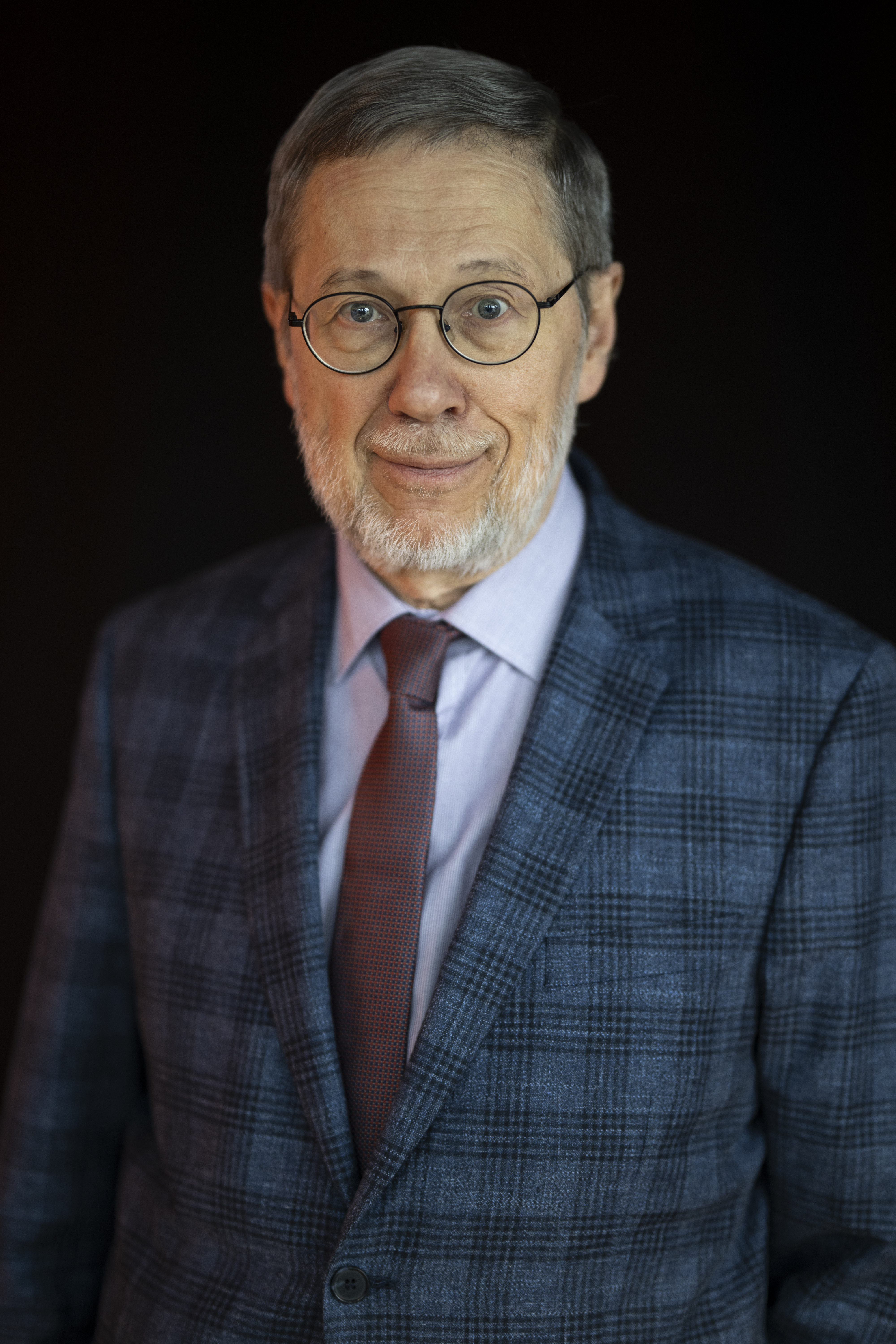
Liudas Mažylis (2024 in Europäisches Parlament)

Liudas Mažylis (* 19. Mai 1954 in Kaunas) ist ein litauischer Politikwissenschaftler und christlich-konservativer Politiker. Er war Mitglied des Seimas und ist Mitglied des Europäischen Parlaments. 

## Leben
Nach dem Abitur 1972 an der 5. Mittelschule Kaunas absolvierte Liudas Mažylis 1977 ein Diplomstudium der Chemie an der Vilniaus universitetas in Vilnius. Von 1977 bis 1990 arbeitete er am Kardiologie-Institut. 1985 wurde Mažylis promoviert in Chemie über Synthese und Eigenschaften von substituierten Indolin- und Benzidoline-Derivaten.
Von 1990 bis 1992 war Mažylis Mitglied des Sąjūdis-Seimas. Von 1990 bis 1995 war er Ratsdeputat der Stadtgemeinde Kaunas. Von 1990 bis 1993 war Mažylis stellvertretender Chefredakteur der Sąjūdis-Tageszeitung „Kauno laikas“. Er hatte Publikationen bei „Kauno aidas“, „Lietuvos aidas“, „Tėvynės sargas“, „Apžvalga“, „Savivaldybių žinios“, „Veidas“ etc. Ab 1997 lehrte er als Lektor, ab 2000 als Dozent und ab 2008 als Professor an der Vytauto Didžiojo universitetas. Im November 2024 wurde er Mitglied im 14. Seimas. Am 5. Dezember 2024 rückte er für Andrius Kubilius ins Europaparlament nach.
Mažylis wurde in der Öffentlichkeit als Historiker insbesondere bekannt, als er Ende März 2017 das Original der Unabhängigkeitserklärung Litauens im Politischen Archiv des Auswärtigen Amts in Berlin fand.
Mažylis war ab 1995 Mitglied der christlichen Partei Lietuvos krikščionys demokratai. Seit 2008 ist er Mitglied der Tėvynės Sąjunga.
Mažylis ist verheiratet und hat eine Tochter.